# Список астероїдів (115901—116000)
| Назва                           | Тимчасове позначення | Дата відкриття    | Місце відкриття               | Відкривач                   |
| ------------------------------- | -------------------- | ----------------- | ----------------------------- | --------------------------- |
| (115901) 2003 VK10              | 2003 VK10            | 15 листопада 2003 | Паломарська обсерваторія      | NEAT                        |
| (115902) 2003 VU11              | 2003 VU11            | 3 листопада 2003  | Сокорро (Нью-Мексико)         | LINEAR                      |
| (115903) 2003 VZ11              | 2003 VZ11            | 3 листопада 2003  | Сокорро (Нью-Мексико)         | LINEAR                      |
| (115904) 2003 WC                | 2003 WC              | 16 листопада 2003 | Обсерваторія Кітт-Пік         | Spacewatch                  |
| (115905) 2003 WT                | 2003 WT              | 16 листопада 2003 | Каталінський огляд            | Каталінський огляд          |
| (115906) 2003 WB1               | 2003 WB1             | 16 листопада 2003 | Каталінський огляд            | Каталінський огляд          |
| (115907) 2003 WP1               | 2003 WP1             | 16 листопада 2003 | Каталінський огляд            | Каталінський огляд          |
| (115908) 2003 WZ1               | 2003 WZ1             | 16 листопада 2003 | Каталінський огляд            | Каталінський огляд          |
| (115909) 2003 WF3               | 2003 WF3             | 16 листопада 2003 | Обсерваторія Кітт-Пік         | Spacewatch                  |
| (115910) 2003 WV3               | 2003 WV3             | 16 листопада 2003 | Каталінський огляд            | Каталінський огляд          |
| (115911) 2003 WB4               | 2003 WB4             | 16 листопада 2003 | Каталінський огляд            | Каталінський огляд          |
| (115912) 2003 WK5               | 2003 WK5             | 18 листопада 2003 | Паломарська обсерваторія      | NEAT                        |
| (115913) 2003 WS5               | 2003 WS5             | 18 листопада 2003 | Паломарська обсерваторія      | NEAT                        |
| (115914) 2003 WE6               | 2003 WE6             | 18 листопада 2003 | Паломарська обсерваторія      | NEAT                        |
| (115915) 2003 WT6               | 2003 WT6             | 18 листопада 2003 | Паломарська обсерваторія      | NEAT                        |
| (115916) 2003 WB8               | 2003 WB8             | 18 листопада 2003 | Сокорро (Нью-Мексико)         | LINEAR                      |
| (115917) 2003 WE8               | 2003 WE8             | 16 листопада 2003 | Обсерваторія Кітт-Пік         | Spacewatch                  |
| (115918) 2003 WG9               | 2003 WG9             | 18 листопада 2003 | Обсерваторія Кітт-Пік         | Spacewatch                  |
| (115919) 2003 WS10              | 2003 WS10            | 18 листопада 2003 | Обсерваторія Кітт-Пік         | Spacewatch                  |
| (115920) 2003 WO11              | 2003 WO11            | 18 листопада 2003 | Паломарська обсерваторія      | NEAT                        |
| (115921) 2003 WQ11              | 2003 WQ11            | 18 листопада 2003 | Паломарська обсерваторія      | NEAT                        |
| (115922) 2003 WR11              | 2003 WR11            | 18 листопада 2003 | Паломарська обсерваторія      | NEAT                        |
| (115923) 2003 WS11              | 2003 WS11            | 18 листопада 2003 | Паломарська обсерваторія      | NEAT                        |
| (115924) 2003 WH12              | 2003 WH12            | 18 листопада 2003 | Паломарська обсерваторія      | NEAT                        |
| (115925) 2003 WZ14              | 2003 WZ14            | 16 листопада 2003 | Обсерваторія Кітт-Пік         | Spacewatch                  |
| (115926) 2003 WJ17              | 2003 WJ17            | 18 листопада 2003 | Паломарська обсерваторія      | NEAT                        |
| (115927) 2003 WQ17              | 2003 WQ17            | 18 листопада 2003 | Паломарська обсерваторія      | NEAT                        |
| (115928) 2003 WB19              | 2003 WB19            | 19 листопада 2003 | Сокорро (Нью-Мексико)         | LINEAR                      |
| (115929) 2003 WU20              | 2003 WU20            | 19 листопада 2003 | Сокорро (Нью-Мексико)         | LINEAR                      |
| (115930) 2003 WH22              | 2003 WH22            | 19 листопада 2003 | Паломарська обсерваторія      | NEAT                        |
| (115931) 2003 WJ22              | 2003 WJ22            | 19 листопада 2003 | Сокорро (Нью-Мексико)         | LINEAR                      |
| (115932) 2003 WF23              | 2003 WF23            | 18 листопада 2003 | Обсерваторія Кітт-Пік         | Spacewatch                  |
| (115933) 2003 WP23              | 2003 WP23            | 18 листопада 2003 | Обсерваторія Кітт-Пік         | Spacewatch                  |
| (115934) 2003 WJ24              | 2003 WJ24            | 19 листопада 2003 | Обсерваторія Кітт-Пік         | Spacewatch                  |
| (115935) 2003 WF25              | 2003 WF25            | 18 листопада 2003 | Обсерваторія Кітт-Пік         | Spacewatch                  |
| (115936) 2003 WF26              | 2003 WF26            | 18 листопада 2003 | Обсерваторія Ґудрайк-Піґотт   | Обсерваторія Ґудрайк-Піґотт |
| (115937) 2003 WG26              | 2003 WG26            | 18 листопада 2003 | Обсерваторія Ґудрайк-Піґотт   | Рой Такер                   |
| (115938) 2003 WV28              | 2003 WV28            | 18 листопада 2003 | Обсерваторія Кітт-Пік         | Spacewatch                  |
| (115939) 2003 WC29              | 2003 WC29            | 18 листопада 2003 | Паломарська обсерваторія      | NEAT                        |
| (115940) 2003 WD29              | 2003 WD29            | 18 листопада 2003 | Обсерваторія Кітт-Пік         | Spacewatch                  |
| (115941) 2003 WE29              | 2003 WE29            | 18 листопада 2003 | Обсерваторія Кітт-Пік         | Spacewatch                  |
| (115942) 2003 WR29              | 2003 WR29            | 18 листопада 2003 | Обсерваторія Кітт-Пік         | Spacewatch                  |
| (115943) 2003 WC30              | 2003 WC30            | 18 листопада 2003 | Обсерваторія Кітт-Пік         | Spacewatch                  |
| (115944) 2003 WD30              | 2003 WD30            | 18 листопада 2003 | Обсерваторія Кітт-Пік         | Spacewatch                  |
| (115945) 2003 WE30              | 2003 WE30            | 18 листопада 2003 | Обсерваторія Кітт-Пік         | Spacewatch                  |
| (115946) 2003 WU30              | 2003 WU30            | 18 листопада 2003 | Обсерваторія Кітт-Пік         | Spacewatch                  |
| (115947) 2003 WJ32              | 2003 WJ32            | 18 листопада 2003 | Обсерваторія Кітт-Пік         | Spacewatch                  |
| (115948) 2003 WQ32              | 2003 WQ32            | 18 листопада 2003 | Обсерваторія Кітт-Пік         | Spacewatch                  |
| (115949) 2003 WL33              | 2003 WL33            | 18 листопада 2003 | Обсерваторія Кітт-Пік         | Spacewatch                  |
| 115950 Кочерпетер (Kocherpeter) | 2003 WT33            | 18 листопада 2003 | Астрономічна обсерваторія Юра | Мішель Орі                  |
| (115951) 2003 WD34              | 2003 WD34            | 19 листопада 2003 | Обсерваторія Кітт-Пік         | Spacewatch                  |
| (115952) 2003 WG34              | 2003 WG34            | 19 листопада 2003 | Обсерваторія Кітт-Пік         | Spacewatch                  |
| (115953) 2003 WJ35              | 2003 WJ35            | 19 листопада 2003 | Сокорро (Нью-Мексико)         | LINEAR                      |
| (115954) 2003 WD40              | 2003 WD40            | 19 листопада 2003 | Обсерваторія Кітт-Пік         | Spacewatch                  |
| (115955) 2003 WJ40              | 2003 WJ40            | 19 листопада 2003 | Обсерваторія Кітт-Пік         | Spacewatch                  |
| (115956) 2003 WK40              | 2003 WK40            | 19 листопада 2003 | Обсерваторія Кітт-Пік         | Spacewatch                  |
| (115957) 2003 WS40              | 2003 WS40            | 19 листопада 2003 | Обсерваторія Кітт-Пік         | Spacewatch                  |
| (115958) 2003 WD41              | 2003 WD41            | 19 листопада 2003 | Обсерваторія Кітт-Пік         | Spacewatch                  |
| (115959) 2003 WJ41              | 2003 WJ41            | 19 листопада 2003 | Обсерваторія Кітт-Пік         | Spacewatch                  |
| (115960) 2003 WK41              | 2003 WK41            | 19 листопада 2003 | Обсерваторія Кітт-Пік         | Spacewatch                  |
| (115961) 2003 WM41              | 2003 WM41            | 19 листопада 2003 | Обсерваторія Кітт-Пік         | Spacewatch                  |
| (115962) 2003 WN41              | 2003 WN41            | 19 листопада 2003 | Обсерваторія Кітт-Пік         | Spacewatch                  |
| (115963) 2003 WO41              | 2003 WO41            | 19 листопада 2003 | Обсерваторія Кітт-Пік         | Spacewatch                  |
| (115964) 2003 WH42              | 2003 WH42            | 21 листопада 2003 | Сокорро (Нью-Мексико)         | LINEAR                      |
| (115965) 2003 WY43              | 2003 WY43            | 19 листопада 2003 | Паломарська обсерваторія      | NEAT                        |
| (115966) 2003 WH44              | 2003 WH44            | 19 листопада 2003 | Паломарська обсерваторія      | NEAT                        |
| (115967) 2003 WQ44              | 2003 WQ44            | 19 листопада 2003 | Паломарська обсерваторія      | NEAT                        |
| (115968) 2003 WT44              | 2003 WT44            | 19 листопада 2003 | Паломарська обсерваторія      | NEAT                        |
| (115969) 2003 WA45              | 2003 WA45            | 19 листопада 2003 | Паломарська обсерваторія      | NEAT                        |
| (115970) 2003 WQ45              | 2003 WQ45            | 19 листопада 2003 | Паломарська обсерваторія      | NEAT                        |
| (115971) 2003 WR45              | 2003 WR45            | 19 листопада 2003 | Паломарська обсерваторія      | NEAT                        |
| (115972) 2003 WK46              | 2003 WK46            | 18 листопада 2003 | Паломарська обсерваторія      | NEAT                        |
| (115973) 2003 WM49              | 2003 WM49            | 19 листопада 2003 | Сокорро (Нью-Мексико)         | LINEAR                      |
| (115974) 2003 WS54              | 2003 WS54            | 20 листопада 2003 | Сокорро (Нью-Мексико)         | LINEAR                      |
| (115975) 2003 WJ55              | 2003 WJ55            | 20 листопада 2003 | Сокорро (Нью-Мексико)         | LINEAR                      |
| (115976) 2003 WQ55              | 2003 WQ55            | 20 листопада 2003 | Сокорро (Нью-Мексико)         | LINEAR                      |
| (115977) 2003 WC56              | 2003 WC56            | 20 листопада 2003 | Сокорро (Нью-Мексико)         | LINEAR                      |
| (115978) 2003 WQ56              | 2003 WQ56            | 21 листопада 2003 | Сокорро (Нью-Мексико)         | LINEAR                      |
| (115979) 2003 WX56              | 2003 WX56            | 18 листопада 2003 | Обсерваторія Кітт-Пік         | Spacewatch                  |
| (115980) 2003 WH58              | 2003 WH58            | 18 листопада 2003 | Обсерваторія Кітт-Пік         | Spacewatch                  |
| (115981) 2003 WT58              | 2003 WT58            | 18 листопада 2003 | Обсерваторія Кітт-Пік         | Spacewatch                  |
| (115982) 2003 WE59              | 2003 WE59            | 18 листопада 2003 | Обсерваторія Кітт-Пік         | Spacewatch                  |
| (115983) 2003 WJ59              | 2003 WJ59            | 18 листопада 2003 | Обсерваторія Кітт-Пік         | Spacewatch                  |
| (115984) 2003 WZ60              | 2003 WZ60            | 19 листопада 2003 | Обсерваторія Кітт-Пік         | Spacewatch                  |
| (115985) 2003 WE61              | 2003 WE61            | 19 листопада 2003 | Обсерваторія Кітт-Пік         | Spacewatch                  |
| (115986) 2003 WT61              | 2003 WT61            | 19 листопада 2003 | Обсерваторія Кітт-Пік         | Spacewatch                  |
| (115987) 2003 WA62              | 2003 WA62            | 19 листопада 2003 | Обсерваторія Кітт-Пік         | Spacewatch                  |
| (115988) 2003 WQ62              | 2003 WQ62            | 19 листопада 2003 | Обсерваторія Кітт-Пік         | Spacewatch                  |
| (115989) 2003 WD63              | 2003 WD63            | 19 листопада 2003 | Обсерваторія Кітт-Пік         | Spacewatch                  |
| (115990) 2003 WF64              | 2003 WF64            | 19 листопада 2003 | Обсерваторія Кітт-Пік         | Spacewatch                  |
| (115991) 2003 WH64              | 2003 WH64            | 19 листопада 2003 | Обсерваторія Кітт-Пік         | Spacewatch                  |
| (115992) 2003 WV65              | 2003 WV65            | 19 листопада 2003 | Обсерваторія Кітт-Пік         | Spacewatch                  |
| (115993) 2003 WF67              | 2003 WF67            | 19 листопада 2003 | Обсерваторія Кітт-Пік         | Spacewatch                  |
| (115994) 2003 WP68              | 2003 WP68            | 19 листопада 2003 | Обсерваторія Кітт-Пік         | Spacewatch                  |
| (115995) 2003 WT69              | 2003 WT69            | 19 листопада 2003 | Обсерваторія Кітт-Пік         | Spacewatch                  |
| (115996) 2003 WZ70              | 2003 WZ70            | 20 листопада 2003 | Паломарська обсерваторія      | NEAT                        |
| (115997) 2003 WP72              | 2003 WP72            | 20 листопада 2003 | Сокорро (Нью-Мексико)         | LINEAR                      |
| (115998) 2003 WS72              | 2003 WS72            | 20 листопада 2003 | Сокорро (Нью-Мексико)         | LINEAR                      |
| (115999) 2003 WD73              | 2003 WD73            | 20 листопада 2003 | Сокорро (Нью-Мексико)         | LINEAR                      |
| (116000) 2003 WK73              | 2003 WK73            | 20 листопада 2003 | Сокорро (Нью-Мексико)         | LINEAR                      |